# Dis
Dis ili Dispater (lat. Dis, Dives: bogat), drugo ime rimskog boga podzemnoga svijeta Plutona, koji se podudara s grčkim bogom Hadom.